# Agony (videojuego)
Agony  es un videojuego de terror y de fantasía oscura desarrollado por Madmind Studio y publicado por PlayWay, para Xbox One, Microsoft Windows, PlayStation 4 y Nintendo Switch  .Los jugadores comienzan su viaje como un alma atormentada dentro de las profundidades del Infierno sin recuerdos de su pasado. La capacidad especial de controlar a las personas en su camino, e incluso poseer a demonios de mente débil, le da al jugador los medios necesarias para sobrevivir en las condiciones extremas en que se encuentra. El videojuego ha tenido su lanzamiento el 29 de mayo de 2018. Este videojuego recibió reseñas generalmente desfavorables.

## Jugabilidad
El videojuego se juega desde una perspectiva en primera persona. El jugador controla a uno de los condenados en el infierno. Usando mecánicas tales como agacharse y retener la mecánica de la respiración, el jugador puede evitar los demonios. Además de ocultarse, el jugador necesita resolver puzles para desbloquear nuevas áreas. Hay estatuas ocultas disponibles, que el jugador puede recoger, así como pinturas que son posibles de descubrir.

## Kickstarter
En noviembre de 2016, los desarrolladores de Agony comenzaron su campaña Kickstarter para financiar la creación del juego. El Kickstarter ya ha alcanzado su objetivo, y terminó en diciembre.

## Recepción
Las primeras expectativas del videojuego fueron positivas. El tráiler de juego oficial se convirtió en viral y consiguió un número de vistas en los espejos de YouTube. Como reclamaciones de los desarrolladores en sus Steam Page Agony Trailers en los canales oficiales de YouTube, obtuvo más de 6 millones de visitas. El portal Bloody Disgusting puso a Agony en el primer lugar. Gameranks recompensó a Agony co el segundo lugar en sus 10 mejores videojuegos del ranking Games.com 2016.
Sin embargo, cuando el videojuego finalmente se estrenó, Agony se encontró con "reseñas generalmente desfavorables", según Metacritic. Ben "Yahtzee" Croshaw de The Escapist en su reseña para Zero Punctuation se refirió a éste como "despojos liquidados". Específicamente criticó el uso excesivo de gore del videojuego, afirmando: "...los entornos están a la vez demasiado repletos y extremadamente aburridos; sube las cosas a once y se queda allí, y es tan aburrido como quedarse en uno", así como las mecánicas de sigilo inclementes. Más tarde él lo clasificó como el segundo peor videojuego de 2018.